# 영정 (남진)
영정(永定)은 중국 진(陳) 무제(武帝)의 연호이다. 557년 10월에서 559년까지 2년 3개월 동안 사용하였다. 559년 6월 무제의 뒤를 이어 즉위한 문제(文帝)가 남은 6개월 동안 이어서 사용하였으며 560년에 개원하였다.
같은 시기에 사용된 다른 연호로는 북제(北齊)에서 사용한 천보(天保 : 550년 ~ 559년), 북주(北周)에서 사용한 무성(武成 : 559년 ~ 560년), 후량(後梁)에서 사용한 대정(大定 : 555년 ~ 562년), 남량(南梁)에서 사용한 천계(天啓 : 558년 ~ 560년)가 있다.

## 개원
양(梁) 태평(太平) 2년 10월 10일(557년 11월 16일)에 진 건국 후 영정(永定)으로 건원함.

## 연대대조표
| 영정                | 원년                                | 2년             | 3년             |
| 서력                | 557년                               | 558년           | 559년           |
| 육십간지 (六十干支) | 정축(丁丑)                          | 무인(戊寅)      | 기묘(己卯)      |
| 북제 (北齊)         | 천보(天保) 8년                      | 9년             | 10년            |
| 북주 (北周)         | 효민제(孝閔帝) 원년 명제(明帝) 원년 | 2년             | 무성(武成) 원년 |
| 후량 (後梁)         | 대정(大定) 3년                      | 4년             | 5년             |
| 남량 (南梁)         | -                                   | 천계(天啓) 원년 | 2년             |

## 삭일(1일)
| 영정 원년 (557년) | 1월             | 2월             | 3월             | 4월             | 5월             | 6월             | 7월             | 8월             | 9월             | 10월            | 11월            | 12월            |                 |
| ----------------- | --------------- | --------------- | --------------- | --------------- | --------------- | --------------- | --------------- | --------------- | --------------- | --------------- | --------------- | --------------- | --------------- |
| 삭일(음력)        | 신축일 (辛丑日) | 경오일 (庚午日) | 경자일 (庚子日) | 기사일 (己巳日) | 기해일 (己亥日) | 무진일 (戊辰日) | 무술일 (戊戌日) | 정묘일 (丁卯日) | 정유일 (丁酉日) | 병인일 (丙寅日) | 병신일 (丙申日) | 을축일 (乙丑日) |                 |
| 율리우스력        | 557년 2월 15일  | 3월 16일        | 4월 15일        | 5월 14일        | 6월 13일        | 7월 12일        | 8월 11일        | 9월 9일         | 10월 9일        | 11월 7일        | 12월 7일        | 558년 1월 5일   |                 |
| 영정 2년 (558년)  | 1월             | 2월             | 3월             | 4월             | 5월             | 6월             | 7월             | 8월             | 9월             | 10월            | 11월            | 12월            |                 |
| 삭일(음력)        | 을미일 (乙未日) | 갑자일 (甲子日) | 갑오일 (甲午日) | 계해일 (癸亥日) | 계사일 (癸巳日) | 계해일 (癸亥日) | 임진일 (壬辰日) | 임술일 (壬戌日) | 신묘일 (辛卯日) | 신유일 (辛酉日) | 경인일 (庚寅日) | 경신일 (庚申日) |                 |
| 율리우스력        | 558년 2월 4일   | 3월 5일         | 4월 4일         | 5월 3일         | 6월 2일         | 7월 2일         | 7월 31일        | 8월 30일        | 9월 28일        | 10월 28일       | 11월 26일       | 12월 26일       |                 |
| 영정 3년 (559년)  | 1월             | 2월             | 3월             | 4월             | 윤4월           | 5월             | 6월             | 7월             | 8월             | 9월             | 10월            | 11월            | 12월            |
| 삭일(음력)        | 기축일 (己丑日) | 기미일 (己未日) | 무자일 (戊子日) | 무오일 (戊午日) | 정해일 (丁亥日) | 정사일 (丁巳日) | 병술일 (丙戌日) | 병진일 (丙辰日) | 을유일 (乙酉日) | 을묘일 (乙卯日) | 을유일 (乙酉日) | 갑인일 (甲寅日) | 갑신일 (甲申日) |
| 율리우스력        | 559년 1월 24일  | 2월 23일        | 3월 24일        | 4월 23일        | 5월 22일        | 6월 21일        | 7월 20일        | 8월 19일        | 9월 17일        | 10월 17일       | 11월 16일       | 12월 15일       | 560년 1월 14일  |

## 같이 보기
- 중국의 연호

| 이전 연호 태평(太平) <양(梁)> | 중국의 연호 남진(南陳) | 다음 연호 천가(天嘉) |